# Hjulsbrovarvet
Hjulsbrovarvet eller Dockulla var ett reparationsvarv som låg i Hjulsbro i Östergötland.
Verksamheten bedrevs 1931-1948. Stora delar av Kinda kanals dåvarande flotta med lastfartyg, bogserare och pråmar använde sig av varvet för vinterreparationer, eftersom det inte fanns så många alternativa upptagningsplatser längs kanalen.
Vid varvet fanns en smedja och en verkstad samt ett bostadshus för varvsägarna som även drev ett rederi med fraktfart på kanalen.